# Opothleyahola

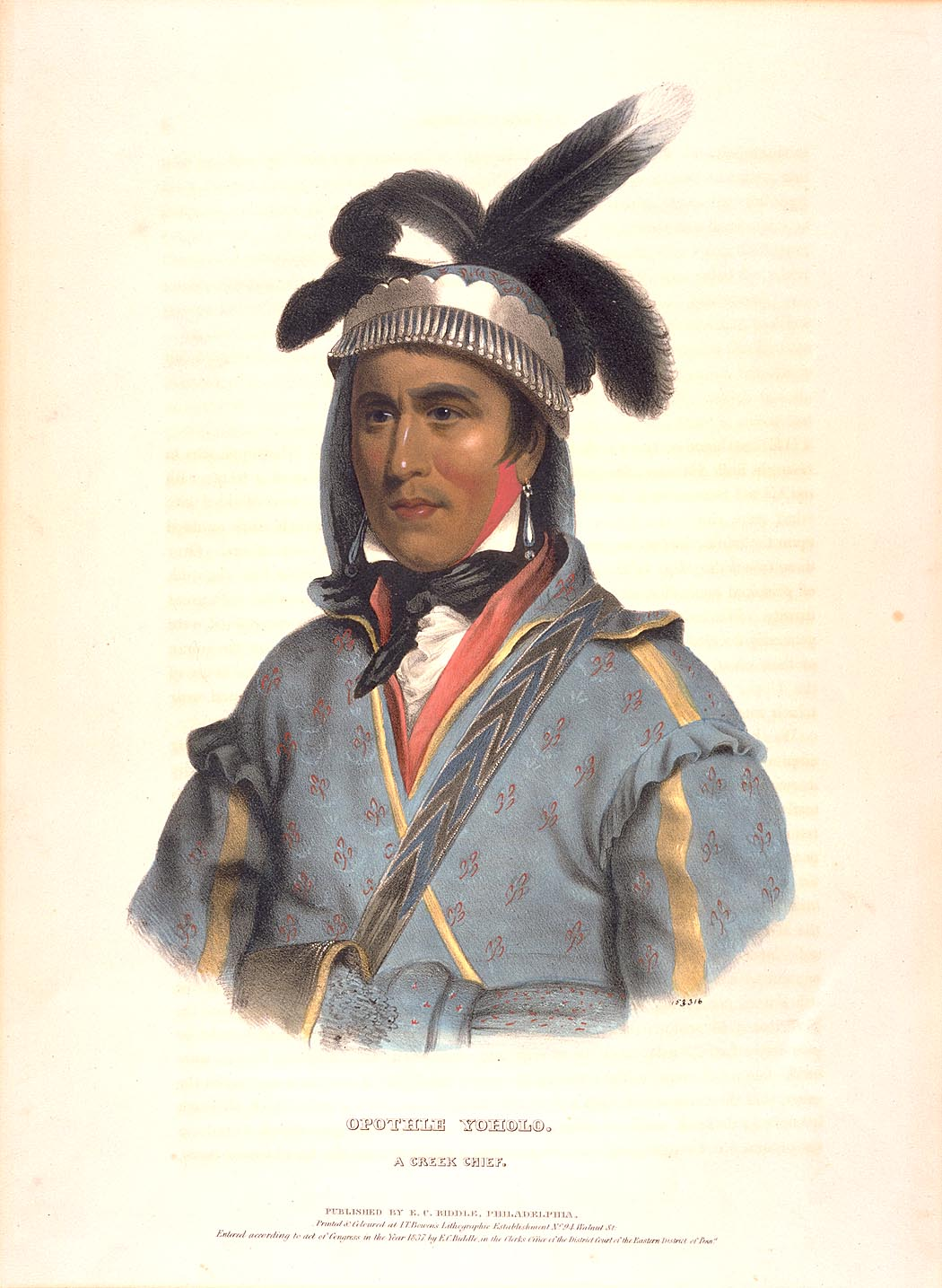
Porträt Opothleyaholas

Opothleyahola (* um 1798 in Tuckabatchee, Alabama; † 27. März 1863 bei Quenemo, Kansas), andere Schreibweisen Opothle Yohola, Opothleyoholo, Hu-pui-hilth Yahola und Hopoeitheyohola, war ein bedeutender Häuptling des indianischen Volkes der Muskogee. Er war als brillanter Erzähler bekannt und fungierte als Sprecher des Rates der „Upper Creek“. Er kämpfte während der ersten beiden Seminolenkriege gegen die Vereinigten Staaten von Amerika und schloss sich während des Amerikanischen Bürgerkrieges der Union an. Opothleyahola war auch unter seinem Spitznamen „Old Gouge“ bekannt.

## Leben
Opothleyahola wurde im Muskogee-Dorf Tuckabatchee im heutigen Elmore County im Bundesstaat Alabama geboren. Es wird davon ausgegangen, dass er die weißen Siedler bereits im Krieg von 1812 und während des Creek-Krieges in den Jahren 1813 bis 1814 bekämpft hat. Dabei war er vermutlich auch an der Schlacht am Horseshoe Bend beteiligt und kämpfte gegen Andrew Jackson.
Nach dem Creek-Krieg unterzeichneten einige der „Lower Creek“ eine Reihe von Verträgen, die einen Großteil des Landes der Muskogee an Georgia abtrat. Schließlich erließ die Konföderation der Muskogee ein Gesetz, das weitere Landverkäufe und Abtretungen mit dem Tod bedrohte. Im Jahre 1825 unterschrieben einige Häuptlinge den Vertrag von Indian Springs, mit dem sie den größten Teil des noch verblieben Siedlungsgebietes an Georgia abtraten. Der Rat der Muskogee, angeführt von Opothleyahola, protestierte bei der Regierung der Vereinigten Staaten gegen diesen Vertrag, den sie als Verrat empfanden. Der Präsident John Quincy Adams unterstützte diesen Standpunkt und der Vertrag wurde durch eine weitere Vereinbarung, den Vertrag von Washington annulliert. Georgia erkannte diese Annullierung jedoch nicht an und begann mit der gewaltsamen Umsiedlung der Muskogee.
Die Regierung Alabama begann Gesetze zu erlassen, die zum Ziel hatten, die Stammesregierungen abzuschaffen und die bundesstaatliche Gesetzgebung auf die Muskogee auszuweiten. Opothleyahola wandte sich daraufhin an den inzwischen zum Präsidenten gewählten Andrew Jackson um der Legislative Alabamas Einhalt zu gebieten. Stattdessen erzwang Jackson am 24. März die Unterschrift des Vertrags von Cusseta. Diese Vereinbarung teilte das Land der Muskogee in einzelne Grundstücke auf, die von den Besitzern verkauft, beziehungsweise gegen Bezahlung an die Regierung abgetreten werden konnten. Sollten sie dies nicht tun und in Alabama bleiben, wurde erwartet, dass sie sich der Regierung und der Gesetzgebung Alabamas beugten.
Im Jahre 1834 reiste Opothleyahola in der Hoffnung dort Land für sein Volk kaufen zu können nach Nacogdoches im Bundesstaat Texas. Nach einer ersten Zahlung von 20.000 Dollar musste er den Plan auf Druck der amerikanischen und mexikanischen Regierung aufgeben. 1836 schloss er sich mit 1.500 seiner Kriegern auf amerikanischer Seite dem Krieg gegen die Seminolen an. Kurz darauf begann die gewaltsame Umsiedlung der Fünf Zivilisierten Nationen, die als Pfad der Tränen bekannt wurde. Opothleyahola führte während dieser Vertreibung im Jahre 1837 8.000 Mitglieder seines Volkes von Alabama in Gebiete nördlich des Canadian River im Indianer-Territorium.
Opothleyahola wurde Mitglied der Freimaurer und der Baptisten. Er wurde ein wohlhabender Händler und besaß eine acht Quadratkilometer große Plantage in der Nähe von North Fork Town, die er mit der Hilfe von Sklaven bewirtschaftete. Er führte heftige Auseinandersetzungen mit den Lower Creek, die eine Annäherung an die weißen Siedler propagierten, die die Indianer-Umsiedlung befürwortet hatten. Im Rat der Muskogee unterstützte er den Beschluss das Todesurteil an einem dieser Männer, William McIntosh, auszuführen. Dieser wurde beschuldigt illegaler Weise Land der Muskogee an die weißen Siedler verkauft zu haben.

## Amerikanischer Bürgerkrieg
Beim Ausbruch des amerikanischen Bürgerkrieges weigerte sich Opothleyahola, im Gegensatz zu vielen der anderen Stämme und der Lower Creek, die Konföderierten zu unterstützen. Entlaufene Sklaven, freie Afroamerikaner, Chickasaw und Seminolen sammelten sich auf Opothleyaholas Plantage. Sie alle hofften in dem Konflikt zwischen den Nord- und Südstaaten neutral bleiben zu können. Am 15. August 1861 nahmen Opothleyahola und der Häuptling Micco Hutko Kontakt zu Präsident Abraham Lincoln auf und baten ihn um Hilfe und Unterstützung für die versammelten Loyalisten. Am 10. September erhielten sie positiven Bescheid und wurden aufgefordert sich nach Fort Row in Wilson County in Kansas zu begeben, wo sie Hilfe und Unterstützung erhalten würden.
Am 15. November führte der ehemalige Indianeragent und konföderierte Offizier Douglas H. Cooper 1.400 Mann nach Norden um Opothleyahola und seinen Anhängern davon zu überzeugen die Konföderierten zu unterstützen. Andernfalls drohte er, seine Gruppe aus dem Land zu jagen. Im Glauben an die Zusicherung der Regierung ihn zu unterstützen führte Opothleyahola seine Männer, inklusive der Seminolen unter Halleck Tustenuggee nach Kansas. Auf dem Weg führten sie drei Schlachten gegen ihre Verfolger, es gelang ihm in der Schlacht von Round Mountain die Konföderierten nach Fort Gibson in Oklahoma zurückzudrängen.
Im Dezember verlor er zunächst die Schlacht von Chusto-Talasah, anschließend wurde er in der Schlacht von Chustenahlah vernichtend geschlagen. Nur rund 7.000 seiner geschätzten 9.000 Anhänger überlebten diese Schlachten, die Krankheiten und die Winterstürme auf dem verhängnisvollen Marsch nach Fort Row. Dort angekommen mussten sie feststellen, dass es für sie weder medizinische Versorgung noch ausreichende Vorräte gab. Die Flüchtlinge wurden nach Fort Belmont verlegt, dort trafen sie allerdings keine besseren Bedingungen an. Viele weitere der Gruppe starben, darunter auch die Tochter Opothleyahola.
Opothleyahola starb am 27. März 1863 im Flüchtlingscamp der Muskogee in der Nähe von Quenemo im Osage County, Kansas. Er wurde neben seiner Tochter in der Nähe Fort Belmonts beerdigt.